# مسلم ماقوماييف (ملحن)
مسلم ماقوماييف - (بالأذرية: Müslüm Maqomayev ) ملحن أذربيجاني، قائد أركيسترا، مدرس، أحد من مؤسسي الموسيقى الكلاسيكية بأذربيجان، مؤلف أول أوبرا النمط الأوروبي في الموسيقى الأذربيجانية، تكريم عامل فني أذربيجان.
سمى فيلهارموني أكاديمى لدولة أذربيجان بأسم ملحن أذربيجاني مشهور مسلم ماقوماييف، بقرار على مجلس المفوضون الشعب الأذربيجاني، في 11 أغسطس، عام1937.

## حياته ومؤلّفاته
ولد مسلم ماقوماييف بمدينة غروزني في 18 سبتمبر لعام 1885.
مسلم ماقوماييف هو في الأصل من قرية إليسو لمنطقة قاخ. تعلم وتلقى دراسته في المدرسة للمدينة غروزني، وتخرج منها في عام 1900.
في عام 1899 دخل مدرسة المعلمين غوري. هذا هو المكان الذي تبدأ صداقته مع ملحن أذربيجاني معروف عزير حاجبايوف.
كتب ماقوماييف اثنين من الأوبرا - «شاه إسماعيل» و«نرجيز»، والثاني هو أول أوبرا أذربيجانية حول الموضوعات السوفيتية. أعلى نقطة في إبداعه مسلم ماغوماييف هي أوبراه «نرجيز».
انتقل مسلم ماقوماييف إلى باكو في عام 1911، حيث بدأ عمله هنا كمدرس في كلية المدينة.
توفي مسلم ماقوماييف في مدينة نالتشيك في 28 يوليو لعام 1937.
مسلم ماقوماييف هو جد لمغني وملحن أذربيجاني مشهور مسلم ماقوماييف.

## روابط خارجية
- مسلم ماقوماييف على موقع ديسكوغز (الإنجليزية)